# Eilema albicans
Eilema albicans là một loài bướm đêm thuộc phân họ Arctiinae, họ Erebidae.